# 八陣調五郎
八陣 調五郎（はちじん ちょうごろう、1866年1月29日（慶応元年12月13日） - 1924年（大正13年）9月23日）は、摂津国武庫郡鳴尾（現・兵庫県西宮市）出身の大相撲力士。本名は善場 萬太郎（のち元大阪力士鳴尾潟の養子となり吉井姓）。所属部屋は小野川部屋（大阪）伊勢ノ海部屋（東京）。主に大阪相撲で活躍し大阪3人目の横綱となった。吉田司家による横綱免許ではないため日本相撲協会公認の横綱には加えられていない。 

## 略歴
1877年（明治10年）、鳴尾村の酒造業の辰馬半右衛門（銘酒「東自慢」で知られた。のち小西酒造に吸収）の元に丁稚奉公に出されるが、力士の素質を主人に見込まれ鳴尾潟の口利きで大阪に出て10代小野川（元横綱八陣信蔵）に弟子入りする。辰馬の命名で辰鱗 萬太郎と名乗り、1880年（明治13年）9月見習二段目となる。1882年（明治15年）8月荒玉 萬太郎と改め1887年（明治20年）9月西幕下10枚目まで進むが脱走。1888年（明治21年）東京に出て8代伊勢ノ海門下となり滝ノ音 調五郎と名乗って5月幕下格に付け出される。
1890年（明治23年）5月入幕するも3勝4敗と負け越したことから腐って脱走。大阪に戻り1891年（明治24年）9月東前頭9枚目、いきなり8戦全勝で優勝相当成績を残した。1893年（明治26年）10月関脇昇進を機に師名を継ぎ八陣 調五郎と改名し7勝1休、1894年（明治27年）4月大関に昇り1895年（明治28年）10月7戦全勝と大阪相撲の第一人者に躍り出た。
1896年（明治29年）9月は東京勢相手に苦戦し6勝3敗だったが、大阪大角力協会は「東京の横綱小錦と引分候」として吉田司家に八陣の横綱免許を請願した（実際には小錦は不出場）。司家は東京協会と交渉の上で再度申請せよと回答、しかし東京協会の協力は得られず困った大阪協会は1897年（明治30年）8月福岡に本拠を置く神理教に対して横綱免許を請願。9月6日免許を受け土俵入りを披露し八陣信蔵、高越山谷五郎に次ぐ大阪相撲3人目の横綱となった。
9月場所で晴れの新横綱として登場も東京勢に3勝4敗2分と散々の成績で「横砂」と陰口を叩かれる始末。その後もぱっとしないまま在位5年、6場所を務めて1901年（明治34年）5月限り引退し12代小野川を襲名した。勝負検査役を長く務める一方、弟子の育成にも努め1921年（大正10年）6月限り廃業。1924年（大正13年）9月23日58歳で死去。
167cm、120kgという小さくコロコロした体で突っ張り、右四つ寄りを得意とした。小肥りで風格があった。
- 幕内成績：1場所 3勝4敗（東京）
- 通算成績：13場所 62勝20敗4分2預1無勝負24休（大阪）※東京方として大阪の本場所に参加した成績を含む
- 横綱成績：6場所 20勝10敗3分1無勝負20休